# Élection présidentielle afghane de 2009

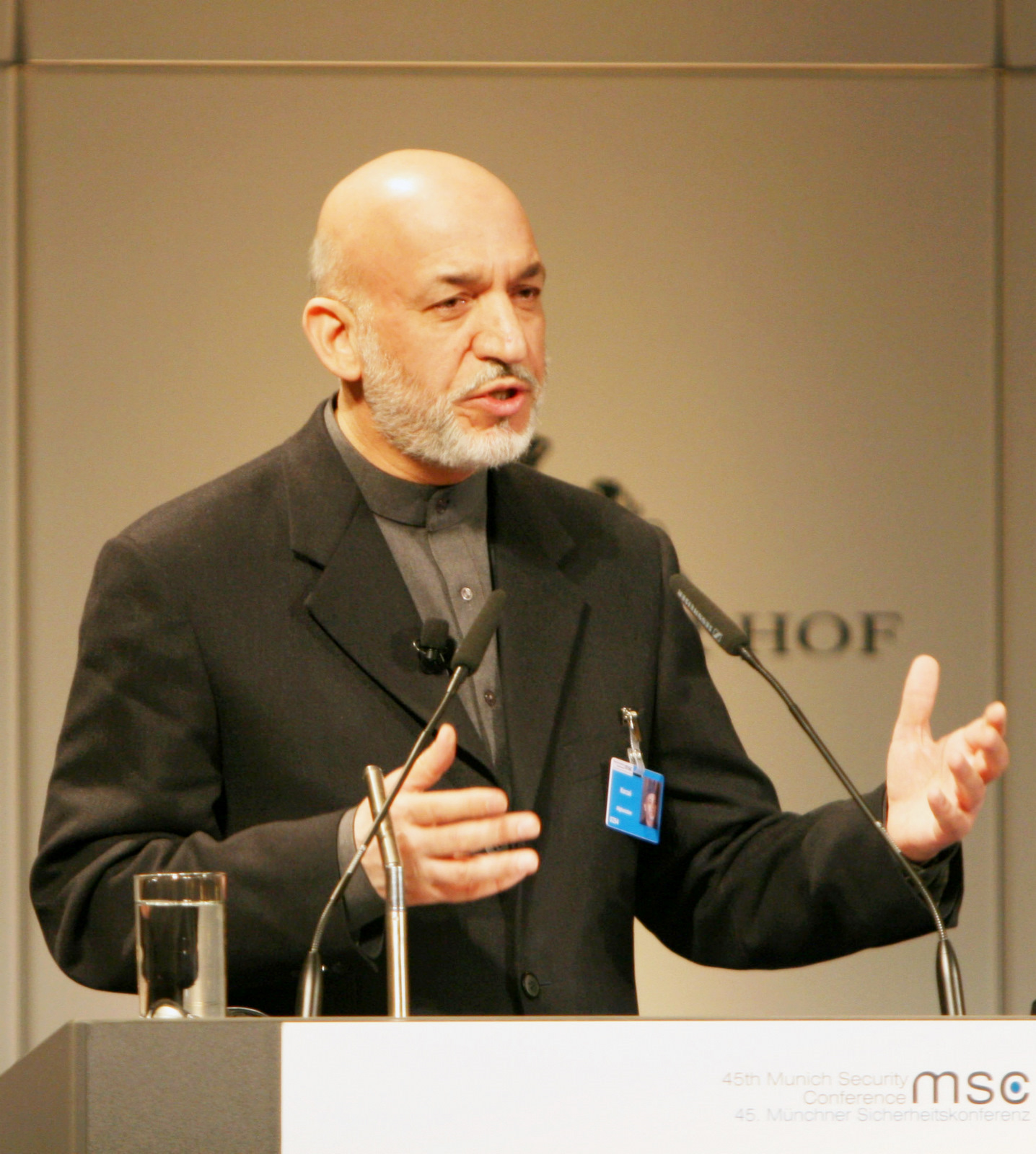
Le président sortant, Hamid Karzai (sans étiquette).

L'élection présidentielle afghane  s'est tenue le 20 août 2009. Cette élection, la deuxième depuis l'élection présidentielle afghane de 2004, portait sur  l'élection à la fois d'un président de la République au scrutin majoritaire pour un mandat de cinq ans, et de conseillers provinciaux.
Plus de 15,6 millions d'électeurs sont inscrits sur les listes électorales, soit environ la moitié de la population du pays, dont 35 à 38 % de femmes.
La campagne a été marquée par deux attentats-suicides perpétrés à Kaboul à peine quelques jours avant le vote, le 15 août 2009 et le 18 août 2009 et plusieurs autres attaques (bataille de Dahaneh du 12 au 15 août 2009).

## Principaux candidats
Alors que les talibans ont appelé au boycott du scrutin, 41 candidats, dont deux femmes, ont fait acte de candidature à l'élection présidentielle et 32 retenus. Les mieux placés dans les sondages pré-électoraux sont :
- Le président sortant, Hamid Karzai, a déposé sa candidature le 4 mai 2009[5].

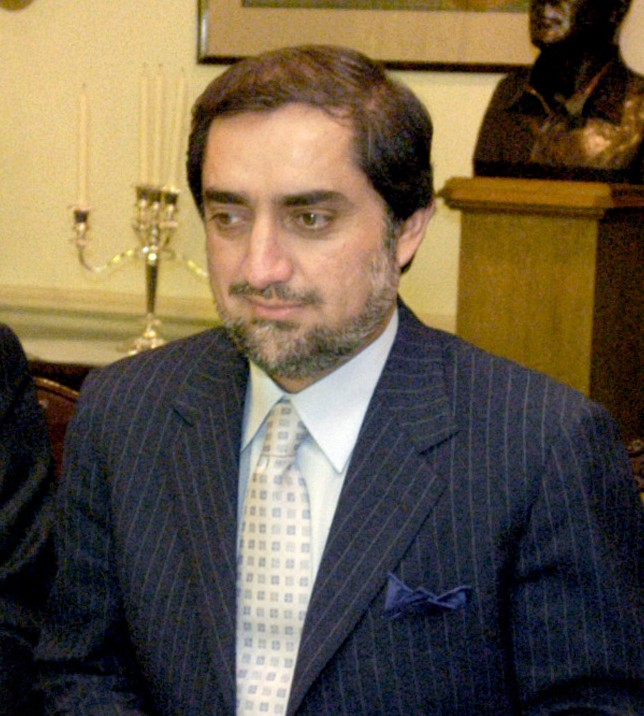
L'ex-ministre Abdullah Abdullah (Front national uni), second au 1er tour.

- Docteur Abdullah Abdullah, soutenu par le Front national uni, candidature annoncée le 16 avril 2009[6].
- Ramazan Bashardost, candidat indépendant, a enregistré sa candidature le 7 mai 2009.

## Résultats du 21 octobre
Le 21 octobre 2009, l'annonce des résultats finaux par la commission indépendante électorale, retardée en raison de fraudes, donnent le résultat suivant :
- Hamid Karzai : 49,67 %
- Abdullah Abdullah : 30,59 %
- Ramazan Bashardost : 10,46 %
- Ashraf Ghani : 2,94 %
- Abdul Salam Rocketi : 0,47 %

La participation au niveau national s'élevait à seulement 38,7 % (baissant jusqu'à 5 % dans certaines régions du sud contrôlées par l'insurrection talibane).

## Irrégularités et deuxième tour

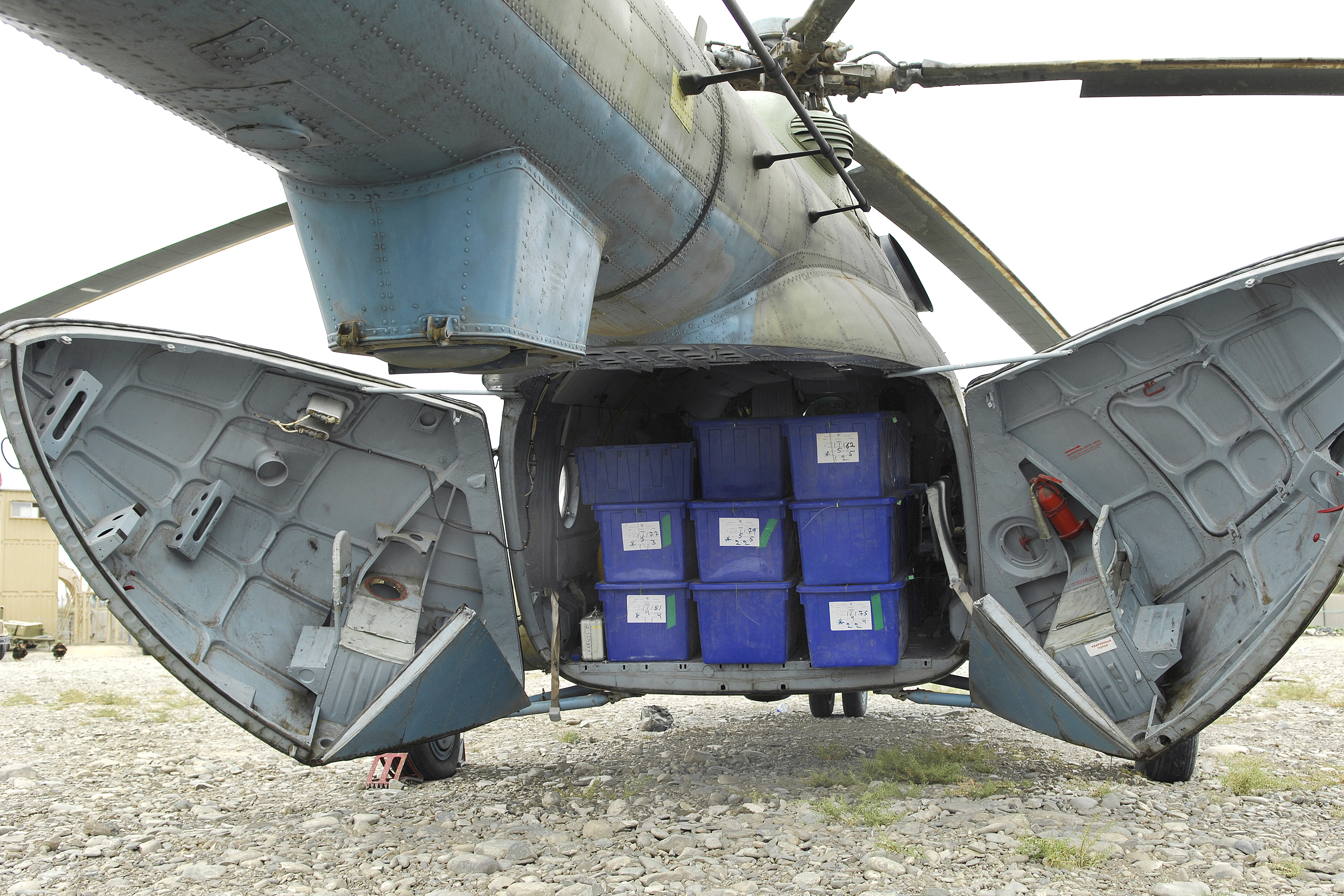
Transport d'urnes à bord d'un hélicoptère Mi-17 de l'armée nationale afghane lors de la préparation du scrutin. D'autres urnes ont été transportées par 3000 ânes.

En raison d'un nombre considérable d'irrégularités, Karzaï avait accepté que la Commission indépendante électorale (CIE), soutenue par l'ONU mais proche de Karzaï, ramène son score à 49,67 % des voix, ce qui le soumettait à un ballotage. Fixé au 7 novembre 2009, celui-ci devait l'opposer à l'ex-ministre des Affaires étrangères Abdullah Abdullah, deuxième au premier tour (30,59 % des voix).
Les contentieux électoraux avaient conduit au limogeage de Peter Galbraith, numéro 2 de l'Unama (mission des Nations unies de Kaboul), pour avoir mis en cause le biais pro-Karzaï du chef de la mission, Kai Ede.
Les talibans, qui appelaient de nouveau au boycott des élections, ont essayé à nouveau de désorganiser le processus électoral, tuant cinq employés de l'ONU à Kaboul le 29 octobre 2009 dans une attaque revendiquée par Zabihullah Mujahid,.
Abdullah Abdullah a finalement refusé de se présenter au second tour en raison des irrégularités prévisibles, affirmant notamment qu'il n'avait pas réussi à obtenir le limogeage de trois ministres et celui du président de la Commission électorale, Azizullah Lodin, accusé de favoriser Karzaï.
Hamid Karzai a donc été déclaré vainqueur sans second tour. Au même moment, le New York Times révélait le 27 octobre 2009 que son frère, Ahmed Wali Karzai (ps), fortement soupçonné d'implication dans le trafic de stupéfiants, recevait depuis 2001 l'appui financier de la CIA,.